# 볼로디미르 클리치코
볼로디미르 볼로디미로비치 클리치코(우크라이나어: Володи́мир Володи́мирович Кличко́, 러시아어: Влади́мир Влади́мирович Кличко́ 블라디미르 블라디미로비치 클리치코[*], 1976년 3월 25일~)는 우크라이나의 권투 선수이다. 우크라이나 국가대표 선수로 활약하여 1996년 하계 올림픽에서 슈퍼헤비급에서 금메달을 획득했으며, 세계 복싱 협회(WBA), 국제 복싱 연맹(IBF), 세계 복싱 기구(WBO), 국제 복싱 기구(IBO) 헤비급 통합 챔피언으로 군림했다. 육체적인 강함과 전략을 고루 갖춰 역대 최고의 헤비급 권투 선수 중 한 명으로 간주된다. 
1996년에 올림픽 금메달을 획득한 후 그 해 말에 프로로 전향했으며, 2000년에 WBC 헤비급 타이틀, 2001년에 WBO 헤비급 타이틀을 획득했다. 2003년에 코리 샌더스에게 패하며 WBO 챔피언 타이틀을 상실했으며 2006년에 IBF 헤비급 타이틀을 획득했다. 이후 2008년에 다시 WBO 헤비급 타이틀을 다시 획득했으며, IBO 헤비급 타이틀을 획득했다. 2011년에는 WBA 헤비급 타이틀을 획득했으나 2015년에 타이슨 퓨리에게 패하며 WBO, WBA, IBF, IBO 헤비급 타이틀을 잃었다.
2017년 4월에 앤서니 조슈아와의 경기를 마지막으로 은퇴했다. 그는 헤비급 세계 챔피언으로 군림하는 동안 그의 시합은 정기적으로 전 세계 텔레비전 중계 방송 시청자 3억~5억 명를 확보했으며, 프로 복싱 역사상 통합 챔피언십 최다 우승 및 타이틀 방어 기록을 세웠다. 2021년에 국제 권투 명예의 전당에 헌액되었다.

## 생애
클리치코는 당시 소련의 영토인 카자흐 SSR 세미팔라틴스크에서 태어났다. 

## 개인사
비탈리 클리치코는 그의 형이다. 미국의 배우, 가수 헤이든 패네티어와 2009년에 교제했으며, 2년 후에 결별했다. 이후 2013년에 재결합하여 2014년에 딸 카야를 낳았으나 2018년에 다시 결별했다.

## 같이 보기
- 비탈리 클리치코